# Axintele (gmina)
Axintele – gmina w Rumunii, w okręgu Jałomica. Obejmuje miejscowości Axintele, Bărbătescu i Horia. W 2011 roku liczyła 2657 mieszkańców. 